# Titularbistum Rotaria
Rotaria ist ein Titularbistum der römisch-katholischen Kirche. 
Es geht zurück auf einen antiken Bischofssitz in der gleichnamigen Stadt, die sich in der römischen Provinz Numidien befand.
| Titularbischöfe von Rotaria |                               |                                               |                    |                   |
| Nr.                         | Name                          | Amt                                           | von                | bis               |
| 1                           | Pavol Brezanóczy              | Apostolischer Administrator von Eger (Ungarn) | 15. September 1964 | 10. Januar 1969   |
| 2                           | Percival Caza                 | emeritierter Bischof von Valleyfield (Kanada) | 18. März 1969      | 26. November 1970 |
| 3                           | Vincent Madeley Harris        | Koadjutorbischof von Austin (USA)             | 27. April 1971     | 15. November 1971 |
| 4                           | Reinhard Lettmann             | Weihbischof in Münster (Deutschland)          | 18. Januar 1973    | 11. Januar 1980   |
| 5                           | Martino Scarafile             | Weihbischof in Conversano (Italien)           | 20. Dezember 1980  | 31. Oktober 1985  |
| 6                           | Agustín Otero Largacha OAR    | Weihbischof in Bogotá (Kolumbien)             | 3. Mai 1986        | 9. Mai 2004       |
| 7                           | Gonzalo de Villa y Vásquez SJ | Weihbischof in Guatemala (Guatemala)          | 9. Juli 2004       | 28. Juli 2007     |
| 8                           | Ivan Šaško                    | Weihbischof in Zagreb (Kroatien)              | 11. Februar 2008   |                   |